# Анисимов, Леонид Александрович
Леони́д Алекса́ндрович Ани́симов (род. 1 апреля 1947, с. Ракитное) — украинский управленец, народный депутат Украины 2-го созыва.

## Биография
Л. А. Анисимов родился 1 апреля 1947 в селе Ракитное (сейчас — Гнаровское), Вольнянский район, Запорожская область) в рабочей семье. По окончании школы, в 1966—1970 годах служил на Черноморском флоте. В 1976 году окончил Запорожский индустриальный институт по специальности «инженер-металлург».
С мая 1970 года начал работать на комбинате «Запорожсталь», сначала подручным сталевара, затем — сталеваром, мастером блока печей. С 1979 по 1982 год работал плавильщиком никелевого завода Норильского горно-металлургического комбината. В 1982 году вернулся на «Запорожсталь», где прошел путь от мастера блока печей до заместителя начальника цеха
В 1987 году избран секретарем партийного комитета комбината, а в 1990 году — секретарем Запорожского областного комитета КПУ. С сентября 1991 года — мастер, старший мастер, с мая 1992 года — начальник цеха подготовки составов комбината «Запорожсталь».
В апреле 1994 года был избран народным депутатом Украины 2-го созыва по Заводскому избирательному округу № 178 Запорожской области (выдвинут трудовым коллективом «Запорожстали»). Был уполномоченным представителем фракции «Социально-рыночный выбор» и председателем подкомитета по вопросам металлургического комплекса и химической промышленности Комитета по вопросам базовых отраслей и социально-экономического развития регионов.
После окончания депутатских полномочий в апреле 1998 года возглавил правление ОАО «Днепровский металлургический комбинат им. Дзержинского» в городе Днепродзержинск. С августа 1999 года по сентябрь 2001 года работал 1-м заместителем председателя Государственной налоговой администрации в Запорожской области. В феврале-апреле 2002 года занимал должность генерального директора ООО «Ольф» в Запорожье. В апреле того же года баллотировался в народные депутаты Украины по избирательному округу № 81 Запорожской области (самовыдвиженец).
С 2003 года работает в ОАО «Мотор Сич», сначала — в должности заместителя директора по связям с органами государственной власти, общественными организациями и средствами массовой информации Запорожского машиностроительного завода им. В. И. Омельченко, в мае 2003 года становится директором департамента корпоративного управления Запорожского моторостроительного завода, в июне 2005 года — заместителем генерального директора.
На выборах 26 марта 2006 года избран депутатом Запорожского областного совета пятого созыва по избирательному списку Блока Наталии Витренко «Народная оппозиция». С июня 2006 года по ноябрь 2010 года занимал должность заместителя председателя Запорожского областного совета.
После окончания срока депутатских полномочий вернулся на «Запорожсталь» заместителем начальника управления по вопросам охраны природы и радиационной безопасности предприятия. С марта 2012 года занимает должность председателя профкома ОАО «Запорожсталь».
Женат, имеет двух сыновей.

## Награды
- Орден «Знак Почета»
- Заслуженный работник промышленности Украины (август 1997).
- Почётная грамота Верховной Рады Украины (2007).